# فرانچسکو بونفیگلیو
فرانچسکو بونفیگلیو (انگلیسی: Francesco Bonfiglio؛ زادهٔ ۲۰ ژانویهٔ ۱۹۹۷) بازیکن فوتبال اهل ایتالیا است.
از باشگاه‌هایی که در آن بازی کرده‌است می‌توان به باشگاه فوتبال پالرمو اشاره کرد.